# ブランドン・ハイド
ブランドン・マイケル・ハイド（Brandon Michael Hyde, 1973年10月3日 - ）は、アメリカ合衆国カリフォルニア州ソノマ郡サンタローザ出身のプロ野球監督、元プロ野球選手（捕手、一塁手）。右投右打。

## 経歴

### 現役時代
1997年にシカゴ・ホワイトソックスと契約してプロ入り。2000年まで同球団の傘下のマイナーでプレーしたが、メジャー昇格はならなかった。
その後は2001年に独立リーグであるウエスタン・ベースボール・リーグのチコ・ヒートで1年間プレーして引退した。

### 引退後
引退後は2005年から2009年までフロリダ・マーリンズ傘下のマイナーで監督を歴任した。2010年途中から2011年にかけてはマーリンズのベンチコーチを務め、1試合だけ監督代行を経験している。
その後、2014年にはシカゴ・カブスのコーチとなり、ベンチコーチ（2014年、2018年）と一塁コーチを務めた（2015年 - 2017年）。
2018年12月11日、ボルチモア・オリオールズの第20代監督に就任した。
2022年オフの11月15日に全米野球記者協会（BBWAA）が行った投票において、1位票が9、2位票が9、3位票が7、計79ポイントを獲得し、最優秀監督賞2位となった。
2025年5月18日、同年シーズン開幕からの成績不振を受けて、オリオールズとの契約解消に合意し、監督を退任した。

## 詳細情報

### 背番号
- 17（2010年 - 2011年、2014年）
- 16（2015年 - 2018年）
- 18（2019年 - 2025年）